# Paden der Doden
De Paden der Doden (Engels: The Paths of the Dead) komen voor in het boek In de Ban van de Ring van J.R.R. Tolkien.

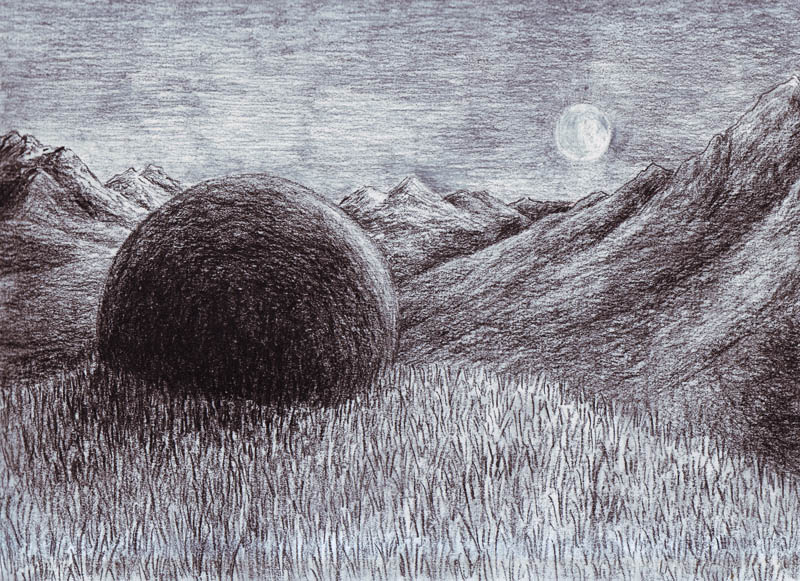
De Steen van Erech

Men kon er alleen via Dunharg in het zuiden van Rohan komen via een slingerende weg. De weg is gemaakt door de doden en de doden zouden hem bewaren. De weg leidt door het binnenste van de bergen naar de Zwarte Steen van Erech in Lamedon in het noorden van Gondor.
Lang geleden zwoeren de mensen van de bergen in bij de Steen van Erech een eed aan de laatste koning van Gondor en Arnor. Maar toen Gondor in het nauw gedreven was liet koning Rioc van de mensen van de bergen Gondor in de steek vanwege de macht van Sauron, die zijn volk in de donkere jaren voor de komst van de Númenoranen aanbeden had, en hij vluchtte met zijn volk naar de schaduw van de bergen. Isildur vervloekte hen en zwoer dat ze geen rust zouden kunnen vinden totdat ze hun eed vervuld hadden. 
In de Oorlog om de Ring gingen Aragorn, Legolas en Gimli deze weg om de doden hun eed te laten vervullen.